# 德国犹太人
德国犹太人最早在罗马帝国时期来到當今屬於德国的上日耳曼尼亚、下日耳曼尼亚和日耳曼尼亚等地定居，在中世纪前期（公元5至10世纪）和中期（10至13世纪）时创建阿什肯纳兹犹太人这一族群。1340年代黑死病时期，德国犹太人被指控在井水中投毒，大规模地屠杀导致他们大批逃至邻国波兰。
自摩西·门德尔松时代起至20世纪，德国犹太人逐渐获得解放并开始逐渐繁荣。至1933年1月，约有52.2万名犹太人生活在德国。然而，随着纳粹主义和反犹主义的兴起，德国犹太社群开始遭受严重迫害。纳粹党执政六年内，超过一半的犹太人（约30.4万人）已向外国移民，至第二次世界大战爆发前夕，德国境内还剩余21.4万名犹太人。由于大屠杀和向东放逐政策的执行，德国的犹太人几乎被赶尽杀绝。根据纳粹德国的官方数据，二战结束时，约有16至18万名犹太人被处决。
战後德国犹太人社群开始缓慢恢复，主要是由来自苏联和波蘭的犹太人補充，但直至兩德統一後，人口才有顯著增長。至21世纪初，德国犹太人约有20万。德国也是欧洲唯一一个犹太人社群呈正增长的国家。